# Ian Beattie
Ian Beattie (Belfast, 3 marzo 1965) è un attore nordirlandese.

## Biografia
Beattie ha esordito in televisione e al cinema verso la metà degli anni novanta, prendendo parte ad alcune serie irlandesi come The Hanging Gale e Killinaskully, oltre che un piccolo ruolo nel film Space Truckers (1996), una co-produzione irlandese. Nel 2004 interpreta Antigono nel film Alexander (2004), diretto da Oliver Stone.
Nel 2011 entra nel cast della prima stagione della serie televisiva HBO Il Trono di Spade (Game of Thrones) nel ruolo di Ser Meryn Trant. Beattie resta nella serie fino al 2015, prendendo parte così anche alla seconda, terza, quarta e quinta stagione. Tra le altre serie televisive cui ha preso parte si ricordano I Tudors, Number2s e Vikings.
Nel 2016 è tra i protagonisti di The Truth Commissioner, e ha dato il volto a Gerry Adams, il leader del Sinn Féin, nel film Il viaggio.

## Filmografia

### Cinema
- Space Truckers, regia di Stuart Gordon (1996)
- Scambio d'identità (Stray Bullet), regia di Rob Spera (1999)
- Alexander, regia di Oliver Stone (2004)
- Closing the Ring, regia di Richard Attenborough (2007)
- Il sogno di Mary (The Race), regia di André F. Nebe (2009)
- Keith Lemon: The Film, regia di Paul Angunawela (2012)
- Il ribelle - Starred Up (Starred Up), regia di David Mackenzie (2013)
- A Belfast Story, regia di Nathan Todd (2013)
- The Truth Commissioner, regia di Declan Recks (2016)
- Il viaggio (The Journey), regia di Nick Hamm (2016)
- Papillon, regia di Michael Noer (2017)
- Viking Destiny (Of Gods and Warriors), regia di David L.G. Hughes (2018)

### Televisione
- The Hanging Gale – serie TV, 2 episodi (1995)
- Avventure nei mari del nord (Kidnapped) – film TV (1995)
- Killinaskully – serie TV, 1 episodio (2006)
- I Tudors (The Tudors) – serie TV, 1 episodio (2009)
- Mo – film TV (2010)
- Brendan Smyth: Betrayal of Trust – film TV (2011)
- Il Trono di Spade (Game of Thrones) – serie TV, stagioni 1-5, 17 episodi (2011-2015)
- Line of Duty – serie TV, 3 episodi (2014)
- 37 Days – miniserie TV, 1 episodio (2014)
- Blandings – serie TV, 1 episodio (2014)
- Scúp – serie TV, 1 episodio (2014)
- Farr – miniserie TV (2015)
- Number 2s – serie TV, 6 episodi (2015)
- Vikings – serie TV, 1 episodio (2015)
- Barbarians - Roma sotto attacco (Barbarians Rising) – serie TV, 3 episodi (2016)

### Cortometraggi
- Mea Culpa (2009)
- StandUp (2012)
- Forty-Two (2012)
- Exposure (2013)
- Control (2014)